# Технологический университет Папуа — Новой Гвинеи
Технологический университет Папуа — Новой Гвинеи (англ. University of Papua New Guinea, сокращённо — Unitech) — высшее учебное заведение Папуа — Новой Гвинеи. Университет расположен в провинции Моробе, в 8 километрах от города Лаэ. Университет включает 13 факультетов и 3 аффилированных колледжа.
Unitech является вторым по величине учебным заведением после Университета Папуа — Новой Гвинеи в Порт-Морсби. В Unitech поставлен упор на технические и прикладные науки. Это единственный технологический университет в южной части Тихого океана за пределами Австралии и Новой Зеландии.

## История
Unitech был создан как Институт высшего технического образования в мае 1965 года и был расположен в городе Порт-Морсби. В 1968 году он переехал на 2 квадратных километра кампуса, неподалёку от города Лаэ и в марте 1970 был переименован в Технологический университет Папуа — Новой Гвинеи. Институт достиг нынешнего статуса в августе 1973 года, когда он стал университетом.
Университет вырос с 37 студентов в 1967 году до более 2000 студентов в настоящее время. К концу 2003 Unitech присудил 10122 степеней, дипломом и сертификатов в основном студентам из Папуа — Новой Гвинеи и соседних стран Тихого океана.

## Факультеты
Unitech предлагает обучение по следующим направлениям:
- Агрономия
- Архитектура
- Прикладные науки
  - Химия
  - Пищевая промышленность
  - Физика
- Бизнес
  - Бухгалтерский учёт
  - Менеджмент
  - Экономика
  - Информационные технологии
- Строительство
- Информатика
- Машиностроение
  - Строительный инжиниринг
  - Связь
  - Электротехника
  - Машиностроение
  - Горное дело
- Лесоводство
- Математика
- Геодезия

## Известные выпускники
- Скейт, Уильям — государственный и политический деятель Папуа — Новой Гвинеи, премьер-министр страны (1997—1999), генерал-губернатор Папуа — Новой Гвинеи (2003—2004), спикер национального парламента (2002—2004).